# Guymon Casady
Guymon P. Casady (* 12. März 1969 in San Diego, Kalifornien) ist ein US-amerikanischer Filmproduzent und Talent Manager.

## Leben
Casady wuchs in San Diego auf und besuchte dort bis 1987 die University of San Diego High School. Bis 1992 studierte er an der University of Pennsylvania. Während eines Auslandsaufenthaltes im italienischen Florenz wurde sein Interesse am Filmemachen geweckt.
Casady begann seine Karriere als Assistent bei der führenden Talentagentur Creative Artists Agency (CAA). Später war er Senior Vice President of Production bei Propaganda Films und danach Manager bei Industry Entertainment, bevor er im Jahr 2002 mit Eric Kranzler, David Seltzer, Suzan Bymel, Evelyn O’Neill und Daniel Rappaport das Talent- und Produktionsunternehmen Management 360 gründete.
Seit dem Jahr 2011 ist er Co-Executive Producer der Serie Game of Thrones. Für seine Mitwirkung an der Serie war er für mehrere Emmys nominiert und wurde 2015 und 2016 in der Kategorie Primetime Emmy Award for Outstanding Drama Series mit dem Award ausgezeichnet.
Casady ist verheiratet und Vater zweier Kinder.

## Filmografie (Auswahl)
Produzent
- 1999: The Match
- 2008: Männer sind Schweine (My Best Friend’s Girl)
- 2008: 1% (Fernsehfilm)
- 2009: Experiment Killing Room (The Killing Room)
- 2009: Paper Man – Zeit erwachsen zu werden (Paper Man)
- 2012: Wie beim ersten Mal (Hope Springs)
- 2015: Gallows – Jede Schule hat ein Geheimnis (The Gallows)
- 2015: Steve Jobs
- 2016: Office Christmas Party
- 2020: Bruised
- 2022: Tiefes Wasser (Deep Water)
- 2024: The Fall Guy

Executive Producer
- 2003–2004: Hope and Faith (Fernsehserie, 16 Episoden)
- 2004: The Final Cut – Dein Tod ist erst der Anfang (The Final Cut)
- 2005: Stay
- 2010: The Expendables
- 2012: The Expendables 2
- 2014: The Expendables 3
- 2016: Mary + Jane (Fernsehserie, 10 Episoden)

Co-Executive Producer
- 2011–2019: Game of Thrones (Fernsehserie)